# Leutkirch im Allgäu
Leutkirch im Allgäu é uma cidade da Alemanha, no distrito de Ravensburg, na região administrativa de Tubinga , estado de Baden-Württemberg.

## Filha Ilustre
Nesta cidade nasceu a artista Elke Maravilha, que fez muito sucesso no Brasil, onde foi criada.